# Arcangelo Corelli
Arcangelo Corelli (Fusignano, Emilia-Romagna, 17 de febrer de 1653 – Roma, 8 de gener de 1713) va ser un violinista i compositor italià del Barroc.
Va ser fill d'una de les famílies més importants de Fusignano. Des de la infància va estudiar violí en la seua ciutat natal, i en altres pròximes a aquesta, com Faenza i Lugo. L'any 1666 va viatjar a Bolonya, on va estudiar amb Giovanni Benvenutti i Leonardo Brugnoli. L'any 1670 va ser designat membre de l'Acadèmia Filharmònica de Bolonya. Cinc anys més tard es va establir a Roma, on va ser adoptat i allotjat pel cardenal Pietro Ottoboni, nebot del papa Alexandre VIII. A Roma va aconseguir una extraordinària fama com a violinista, al mateix temps que va perfeccionar la seua tècnica compositiva amb M. Simonelli.
L'any 1679 era violí principal del Teatre Capranica, i dos anys després va passar a dirigir les orquestres dels principals nobles romans: el cardenal Benedetto Pamphili, el cardenal Pietro Ottoboni i la reina Cristina de Suècia. Sota el patronatge d'aquesta va aconseguir el seu major esplendor.

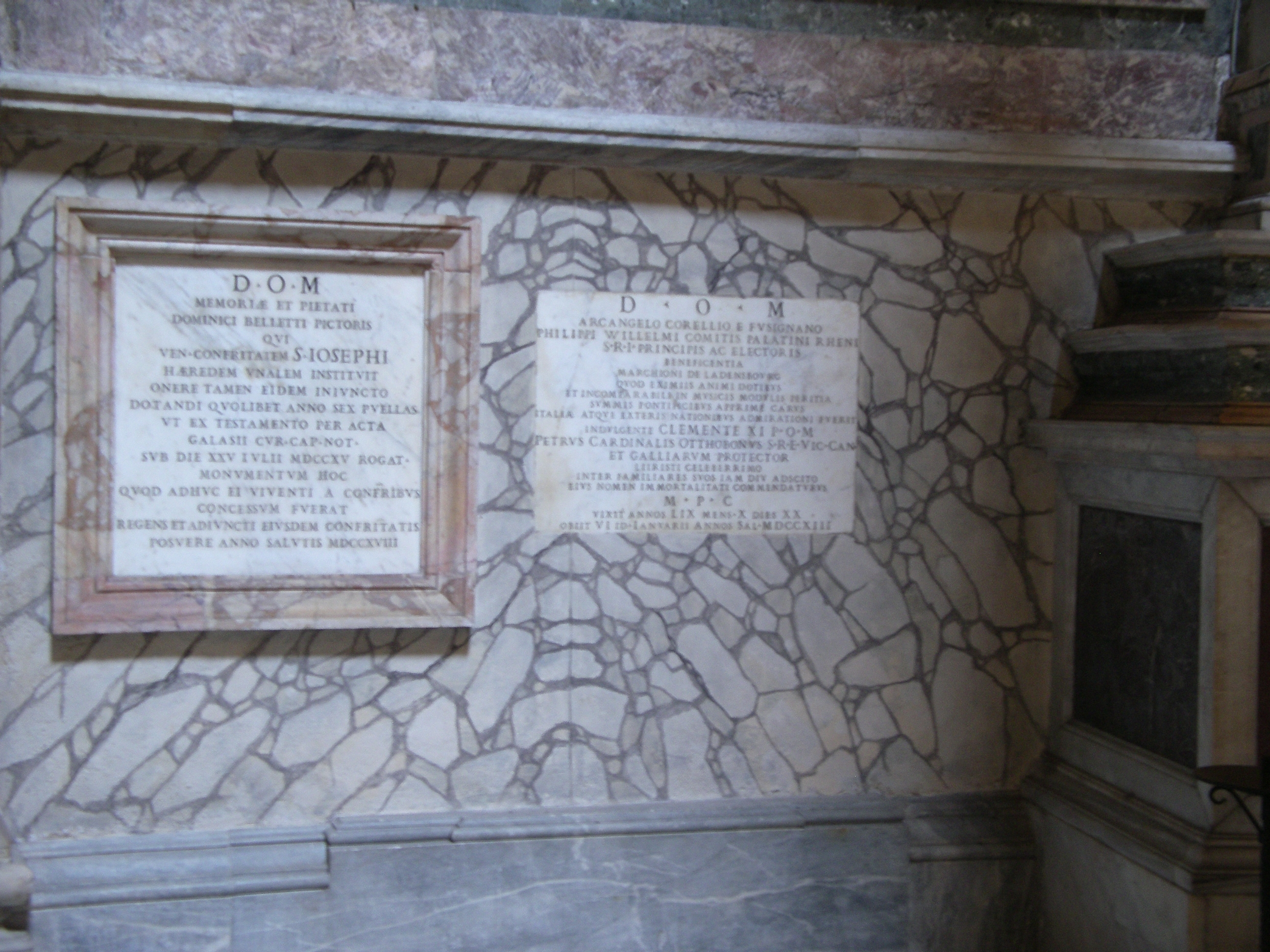
Tomba de Corelli al Panteó de Roma.

 Durant aquests anys a Roma també donava lliçons del seu instrument (violí), i tingué molts alumnes, entre ells a Pietro Castrucci, Jean-Baptiste Anet. L'any 1682 va esdevenir primer violí de l'orquestra de la capella de Sant Luigi dei Francesi. El 1684 va ingressar en la Congregazione dei Virtuosi de S. Cecília. Al voltant de 1700, Corelli era ja primer violinista i director de concerts del Palazzo della Cancelleria. La seua fama era tan gran, que l'any 1706 va ingressar en l'Acadèmia Arcadia, una altíssima distinció en aqueixa època, on va conèixer Domenico Scarlatti i Carlo Tessarini. A Roma va tenir molts alumnes, entre ells a Francesco Lorenzo Somis pertanyent a la nissaga de músics torinesa. Dos anys després va conèixer Georg Friedrich Händel. Arcangelo Corelli va morir a Roma el 8 de gener de 1713. Va ser enterrat al Panteó de Roma.
Corelli és considerat com un dels més grans desenvolupadors de la sonata barroca i el representant per excel·lència del concerto grosso. La música de Corelli va exercir una gran influència en els compositors alemanys, especialment en Bach i Händel. Després de les de Franz Joseph Haydn, les obres de Corelli van ser les més publicades i reeditades del seu temps. La seua música de cambra inclou:
- Opus 1: 12 Sonate da chiesa (sonates a trio per a dos violins i continu) (Roma, 1681)
- Opus 2: 12 Sonate da camera (sonates a trio per a dos violins i continu) (Roma, 1685)
- Opus 3: 12 Sonate da chiesa (sonates a trio per a dos violins i continu) (Roma, 1689)
- Opus 4: 12 Sonate da camera (sonates a trio per a dos violins i continu) (Roma, 1694)
- Opus 5: 12 Sonati a violino e violone o cimbalo (6 sonate da chiesa i 6 sonate da camera per a violí i continu) (Roma 1700) (la núm. 12 variacions sobre La Folia).
- Opus 6: 12 Concerti grossi (8 concerti da chiesa i 4 concerti da camera per a concertino de 2 violins i cello, corda ripieno, i continu) (Amsterdam, 1714). Entre ells el més conegut, l'Op. 6, Núm 8. (Concert de Nadal)